# Wilchiwzi (Tjatschiw)
Wilchiwzi (ukrainisch Вільхівці; russisch Ольховцы/Olchowzy, tschechoslowakisch Vulchovce, ungarisch Irhóc) ist ein Dorf im Süden der ukrainischen Oblast Transkarpatien im Tal des gleichnamigen Flusses Tereswa etwa 3300 Einwohnern.

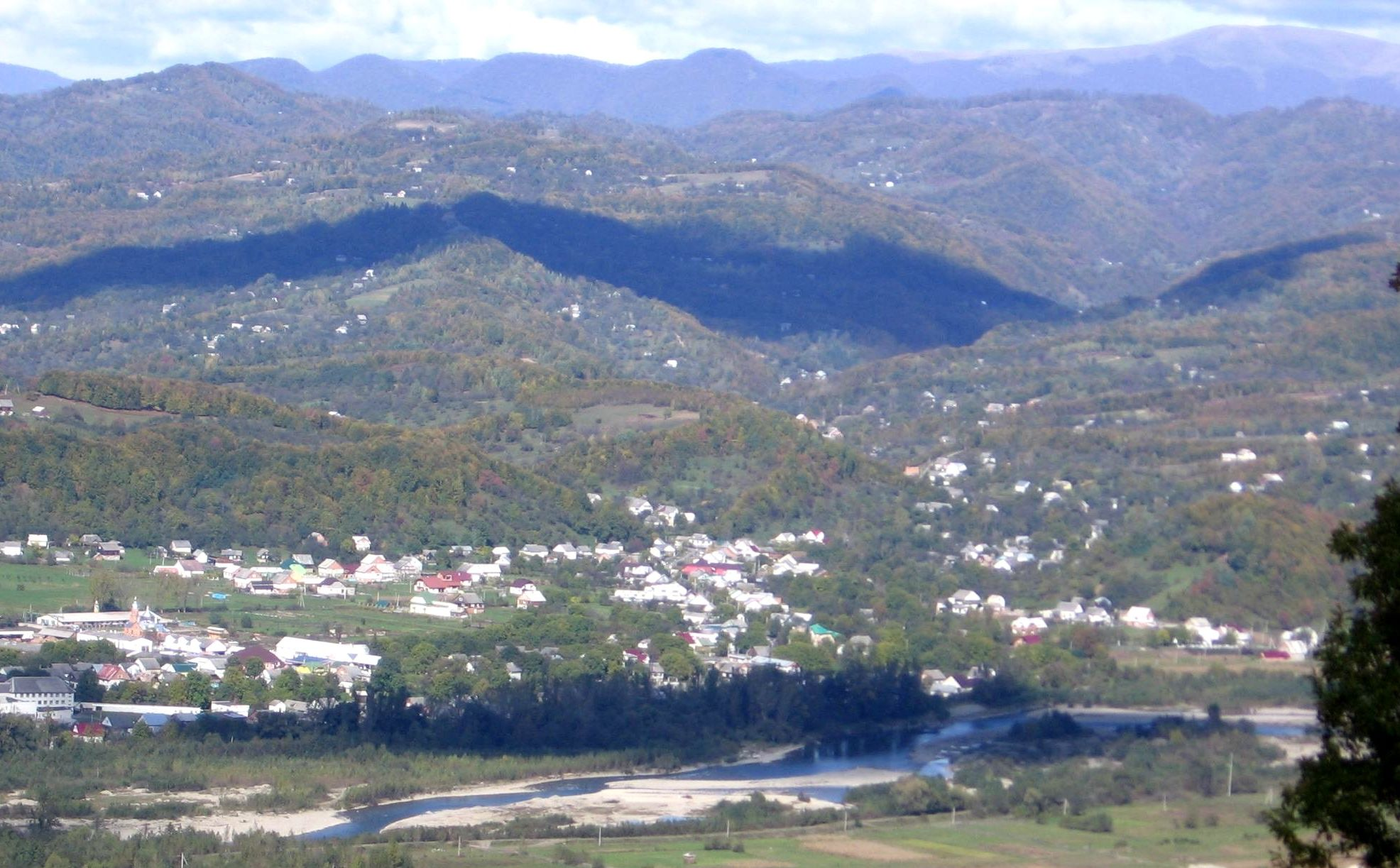
Blick auf den Ort

Das 1486 erstmals schriftlich erwähnte Dorf liegt in der historischen Region Maramureș, etwa 15 Kilometer nordöstlich der Rajonshauptstadt Tjatschiw und 122 Kilometer südöstlich der Oblasthauptstadt Uschhorod im Süden des Rajons Tjatschiw.
Am 26. August 2015 wurde das Dorf zusammen mit 5 weiteren Dörfern zum Zentrum der neugegründeten Landgemeinde Wilchiwzi (Вільховецька сільська громада/Wilchowezka silska hromada), bis dahin bildete es zusammen mit den Dörfern Sassowo und Wilchiwtschyk die gleichnamige Landratsgemeinde Wilchiwzi (Вільховецька сільська рада/Wilchowezka silska rada).
Folgende Orte sind neben dem Hauptort Wilchiwzi Teil der Gemeinde:
| Name                     | Name           | Name                          | Name           | Name                   | Name        |
| ukrainisch transkribiert | ukrainisch     | russisch                      | slowakisch     | ungarisch              | deutsch     |
| ------------------------ | -------------- | ----------------------------- | -------------- | ---------------------- | ----------- |
| Dobrjanske               | Добрянське     | Добрянское (Dobrjanskoje)     | Ňagovo, Ňagova | Nyágova                | -           |
| Rakowe                   | Ракове         | Раково (Rakowo)               | -              | -                      | -           |
| Sassowo                  | Сасово         | Сасовое (Sassowoje)           | (Sasov)        | Szálláspatak, Sasuv    | Sachsendorf |
| Wilchiwtschyk            | Вільхівчик     | Ольховчик (Olchowtschyk)      | Vulchovčik     | Vulchovcsik, Olhovcsik | -           |
| Wilchiwzi-Lasy           | Вільхівці-Лази | Ольховцы-Лазы (Olchowzy-Lasy) | Vulchovce-Lazy | Irhóc-Lázi             | -           |